# Brandon De Wilde
Andre Brandon De Wilde (* 9. April 1942 in New York City; † 6. Juli 1972 in Denver) war ein US-amerikanischer Schauspieler und Kinderdarsteller.

## Leben
De Wilde wurde in eine Theaterfamilie hineingeboren. Sein Vater war Broadway-Produzent und seine Mutter Theaterschauspielerin. Im Alter von neun Jahren gab Brandon De Wilde sein Schauspieldebüt in dem Broadway-Stück Das Mädchen Frankie. Dafür wurde er, als erstes Kind, mit dem Theaterpreis Donaldson Award ausgezeichnet. 1952 spielte Brandon die gleiche Rolle in der gleichnamigen Verfilmung des Stoffes von Fred Zinnemann. Dies brachte ihm einen Golden Globe Special Award in der Kategorie bester Nachwuchsschauspieler „Best Juvenile Actor“ (Bester Jungschauspieler).
Eine seiner heute bekanntesten Rollen spielte Brandon De Wilde als Bauernsohn Joey Starrett in dem Westernklassiker Mein großer Freund Shane (1953) unter Regie von George Stevens. Berühmt wurde sein Satz “Shane? Shane, come back!” am Filmende, den er zu der von Alan Ladd verkörperten Hauptfigur sprach. Für seine Leistung erhielt er eine Oscar-Nominierung in der Kategorie Bester Nebendarsteller. In den folgenden Jahren spielte er die Hauptrolle in der Kinderserie Jamie und war in einer Nebenrolle in dem Western Die Uhr ist abgelaufen (1957) an der Seite von James Stewart und Audie Murphy zu sehen. 
Mit einer Hauptrolle als 17-jähriger Vater in dem Drama Die Unverstandenen schaffte er im Jahr 1959 den Sprung ins Erwachsenenfach. In John Frankenheimers Mein Bruder, ein Lump verkörperte er 1961 den jüngeren Bruder von Warren Beatty. 1963 hatte er eine große Rolle in Martin Ritts mit vier Oscars ausgezeichnetem Drama Der Wildeste unter Tausend. An der Seite von Paul Newman, Melvyn Douglas und Patricia Neal spielte er darin den ruhigen, sympathischen Sohn einer texanischen Bauernfamilie, der im Schatten seines stürmischen, anfangs von ihm ehrfürchtig verehrten Onkels (gespielt von Newman) steht. 1965 war De Wilde an der Seite von John Wayne und Kirk Douglas im Kriegsfilm Erster Sieg zu sehen.
Mit seiner zunehmenden Festlegung auf jungenhaft wirkende Rollen in Hollywood unzufrieden, wandte er sich Mitte der 1960er-Jahre wieder vermehrt dem Theater zu, um auch andere Rollen zu spielen. Daneben kam er zu verschiedenen Gastauftritten in Fernsehserien. 1971 war er in dem Italowestern Die Höllenhunde in der Rolle eines Armee-Lieutenants zu sehen. Ein Jahr später sollte mit der Actionkomödie Wild in the Sky sein letzter Film folgen. Zum Zeitpunkt seines Todes spielte er die Hauptrolle im Theaterstück Schmetterlinge sind frei in Denver.
Am 6. Juli 1972 erlitt der 30-jährige bei einem Verkehrsunfall in dem Ort Lakewood bei Denver schwere Verletzungen. Er war mit seinem Auto während eines Regensturms mit einem parkenden Lastkraftwagen zusammengestoßen. De Wilde erlag seinen Verletzungen vier Stunden später im Denver University Hospital. De Wildes Freund, der Country-Rock-Musiker Gram Parsons, spielt in seinem Lied In My Hour of Darkness auf die tragischen Todesumstände von De Wilde an. Er hinterließ einen Sohn aus erster Ehe namens Jesse sowie seine zweite Ehefrau Janice Gero, die er erst im März 1972 geheiratet hatte.

## Filmografie (Auswahl)
- 1951/1952: The Philco Television Playhouse (Fernsehserie, 2 Folgen)
- 1952: Das Mädchen Frankie (The Member of the Wedding)
- 1953: Mein großer Freund Shane (Shane)
- 1953–1954: Jamie (Fernsehserie, 24 Folgen)
- 1956: Lebewohl, kleine Lady (Good-bye, My Lady)
- 1957: Die Uhr ist abgelaufen (Night Passage)
- 1958: The Missouri Traveler
- 1959: Die Unverstandenen (Blue Denim)
- 1962: Mein Bruder, ein Lump (All Fall Down)
- 1962: Alfred Hitchcock präsentiert (Alfred Hitchcock Presents, Fernsehserie, Folge 7x39)
- 1962–1970: Die Leute von der Shiloh Ranch (The Virginian, Fernsehserie, 3 Folgen)
- 1963: Der Wildeste unter Tausend (Horseman, Pass By)
- 1963: Der Kommodore (A Gathering of Eagles)
- 1965: Diese Calloways (Those Calloways)
- 1965: Preston & Preston (The Defenders, Fernsehserie, Folge 4x19)
- 1965: Erster Sieg (In Harm’s Way)
- 1967: The Trip (Cameo-Auftritt)
- 1969: The Name of the Game (Fernsehserie, Folge 1x22)
- 1969: Hawaii Fünf-Null (Hawaii Five-O, Fernsehserie, Folge 2x08 Rififi in Honolulu)
- 1969: Wo die Liebe hinfällt (Love American Style, Fernsehserie, Folge 1x12)
- 1970: Die Höllenhunde (La spina dorsale del diavolo)
- 1971: Night Gallery (Fernsehserie, Folge 2x02)
- 1971: Der Chef (Ironside, Fernsehserie, Folge 5x06)
- 1972: Wild in the Sky / Alternativtitel: Black Jack